# Epiphyllum cartagense
Epiphyllum cartagense je vrsta srednjoameričkog kaktusa (Kostarika i Panama) iz roda Epiphyllum iz porodice kaktusovki (Cactaceae). 

## Opis
Epiphyllum cartagense raste uspravnim, savijenim ili visećim izdancima. Nepoznati glavni izdanci su trokutasti ili okrugli na dnu. Rastu do duljine od 2 metra i često nose brojne zračne korijene. Bočni izbojci pojavljuju se u njihovom gornjem dijelu, granajući se gotovo pod pravim kutom i raspoređeni su u tri reda. Gornjih 2 do 7 cm širok odjeljak bočnih izdanaka je spljošten, loban i nazubljen. Areoli nemaju trnje. 
Cjevasti, lijevkasti cvjetovi uglavnom se pojavljuju na spljoštenim dijelovima bočnih izdanaka. Dugi su od 15 do 18 cm. Vrlo vitka cvjetna cijev gotovo je ravna na uspravnim izbojcima. Snažno je zakrivljen na visećim izdancima. Vanjski cvjetni omotači su žuti, unutarnji bijeli. Prašnici su u jednom krugu. Elipsoidni, crveni, blago mirisni plodovi dugi su od 7 do 8 cm.

## Distribucija, sistematika i prijetnje
Epiphyllum cartagense je čest u Kostarici, u pokrajinama Cartago, Guanacaste i San José. Prvi opis kao Phyllocactus cartagensis objavio je 1902. frédéric Albert Constantin Weber. Godine 1913., Nathaniel Lord Britton i Joseph Nelson Rose smjestili su vrstu u rod Epiphyllum.
U IUCN-ovom Crvenom popisu ugroženih vrsta, vrsta se naziva Least Concern (LC), tj. nije ugrožena.  

## Sinonimi
- Phyllocactus cartagensis F.A.C.Weber

## Vanjske poveznice
|  | Wikivrste imaju podatke o taksonu Epiphyllum cartagense |